# NGC 3100
NGC 3100 est une vaste galaxie lenticulaire située dans la constellation de la Machine pneumatique.  NGC 3100 a été découverte par l'astronome britannique John Herschel en 1836. Cette galaxie a aussi été observée par l'astronome américain Lewis Swift le 27 février 1886 et elle a été inscrite au catalogue NGC sous la désignation NGC 3103.

## Caractéristiques
Sa vitesse par rapport par rapport au fond diffus cosmologique est de 2 964 ± 30 km/s, ce qui correspond à une distance de Hubble de 43,7 ± 3,1 Mpc (∼143 millions d'al).
NGC 3100 est possiblement une galaxie LINER, c'est-à-dire une galaxie dont le noyau présente un spectre d'émission caractérisé par de larges raies d'atomes faiblement ionisés. Selon la base de données Simbad, NGC 3100 est une galaxie LINER.